# 解碼遊戲 (2018年中國電影)
《解碼遊戲》是一部2018年中國劇情片，由李海龍執導。由韓庚、鳳小岳、山下智久領銜主演。

## 演員
- 韓庚
- 鳳小岳
- 山下智久
- 李媛
- 许秀青
- 阿尔贝托·兰切洛蒂

## 劇情
在虛擬網路中一名暱稱為海盜船長的極客（韓庚飾），因實踐自己的平民英雄主義，而捲入密謀案。

## 發行
2018年6月20日山下智久、韓庚和李媛一同在上海電影節進行電影宣傳。
2018年7月30日鳳小岳、山下智久、韓庚和李媛一同在北京進行電影首映。

## 外部連結
- 时光网上《解碼遊戲》的資料（简体中文）
- 豆瓣电影上《解碼遊戲》的資料 （简体中文）
- 開眼電影網上《解碼遊戲》的資料（繁體中文）
- 互联网电影数据库（IMDb）上《解碼遊戲》的资料（英文）